# سیروا
سیروا (به فرانسوی: Siroua) یک کومون در مراکش است که در استان ورززات واقع شده‌است. سیروا ۹٬۶۳۳ نفر جمعیت دارد.